# Zastawka (hydrotechnika)
Zastawka – rodzaj zamknięcia płaskiego stosowanego na najmniejszych budowlach piętrzących, którego cechą wyróżniającą jest to, że jest na tyle małe, iż eksploatacja i jego obsługa (zakładanie – zamykanie; zdejmowanie – otwieranie), może być dokonywana ręcznie, beż użycia jakiegokolwiek dodatkowego napędu (np. elektrycznego), czy mechanizmu wspomagającego (jak np. przekładnie, ślimaki). Najczęściej zastawki stanowią zamknięcie w postaci desek lub bali drewnianych, założonych we wnęki wykonane w przyczółkach ograniczających przelew. Takie zastawki stosuje się przy różnicy w poziomie wody górnej i dolnej do 1 m. Stosowane są również zastawki wykonane z desek bądź bali połączonych listwami stalowymi (płaskownikami) lub kątownikami. Tu również obsługa wykonywana jest ręcznie lub za pomocą drąga z hakiem. Tego rodzaju zamknięcia stosuje się najczęściej w melioracjach lub niewielkich zbiornikach wodnych, takich jak np. stawy, jako urządzenia upustowe.